# Лайман-альфа пузырь 1
Лайман-альфа пузырь 1 (англ. Lyman-alpha blob 1, LAB-1) — гигантское космическое газовое облако в созвездии Водолея примерно в 11,5 млрд световых лет от Земли при красном смещении 3,09. Облако открыл в 2000 году Чарльз Штейдель и др., проводившие наблюдения галактик с большим красным смещением на 200-дюймовом (5,08 м) телескопе Хейла в Паломарской обсерватории. Учёные исследовали распространение галактик в молодой Вселенной, когда обнаружили два объекта, известные как лайман-альфа пузыри — крупные концентрации газа, излучающего в линии лайман-альфа.
LAB-1 — первый открытый лайман-альфа пузырь, поэтому он и получил номер 1. Пузырь является прототипом объектов такого типа. Также это один из крупнейших таких пузырей, 300000 световых лет в поперечнике, втрое крупнее Млечного Пути. Пузырь кажется зелёным на изображениях вследствие большого красного смещения (z = 3) и ультрафиолетовой природы самого излучения. Изображения, полученные на Очень Большом телескопе Европейской южной обсерватории, показали, что большая часть излучения пузыря поляризована, при этом доля поляризованного излучения возрастает и достигает максимума в 20 % на расстоянии 45 кпк (145 000 световых лет) от центра, то есть образует массивное кольцо вокруг пузыря.
Пока неясно, почему объект создаёт излучение в линии лайман-альфа. Считается, что излучение приходит от галактик в центральной части пузыря. Свет такой интенсивности может создаваться активными галактиками или сверхмассивными чёрными дырами при падении на них вещества. Другая теория состоит в том, что свет создаётся при падении газа на галактики на ранней стадии формирования в галактических нитях (считается, что галактики формируются на пересечениях таких нитей), но наличие поляризации противоречит такой модели.

## Галерея

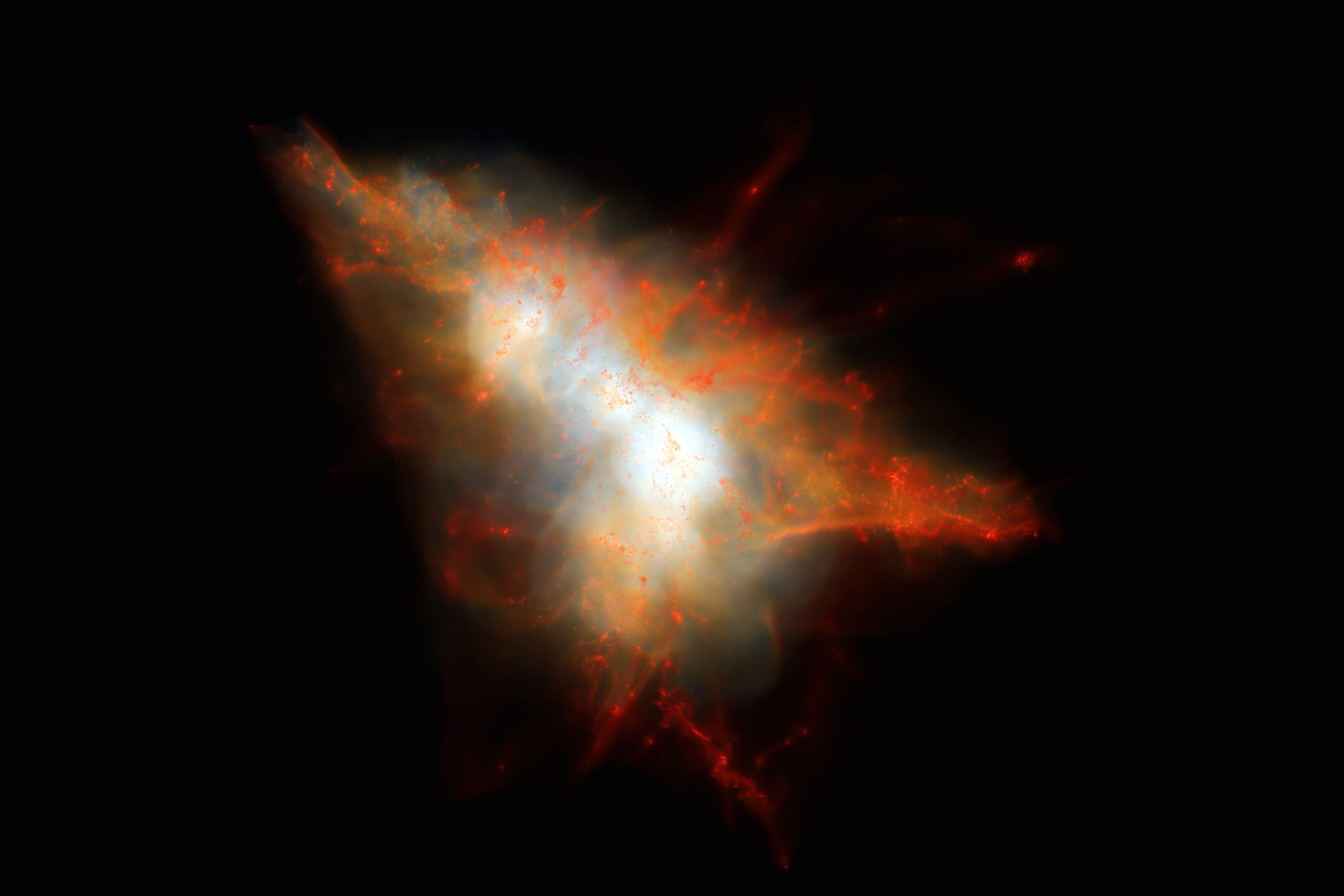
Компьютерное моделирование пузыря лайман-альфа
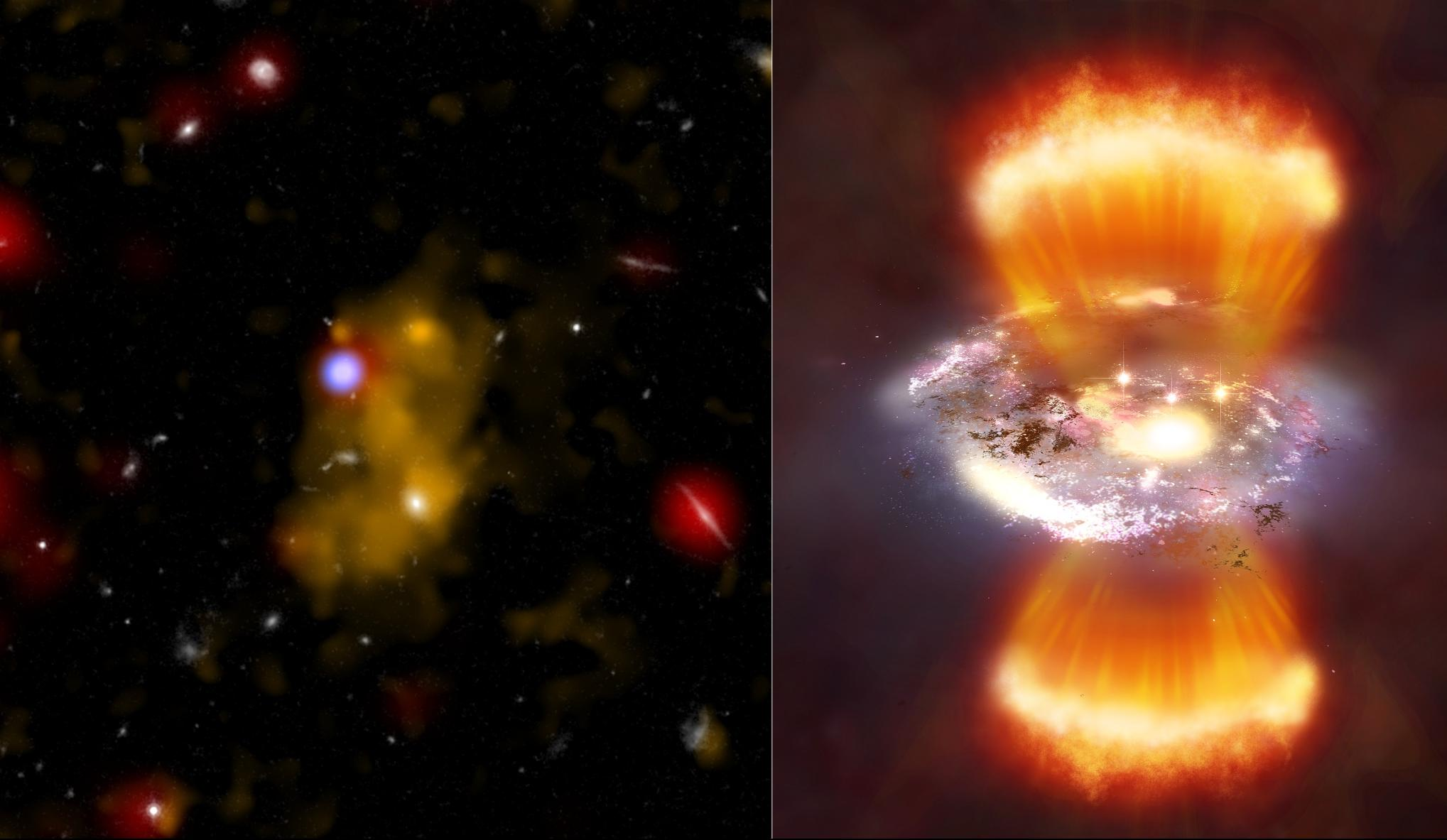
Слева: пузырь лайман-альфа 1 в линии лайман-альфа (жёлтый цвет), инфракрасном излучении (красный цвет) и в ультрафиолете (голубой цвет). Круглый голубой объект слева вверху пузыря является гигантской галактикой. Справа: художественное представление пузыря при наблюдении вблизи.
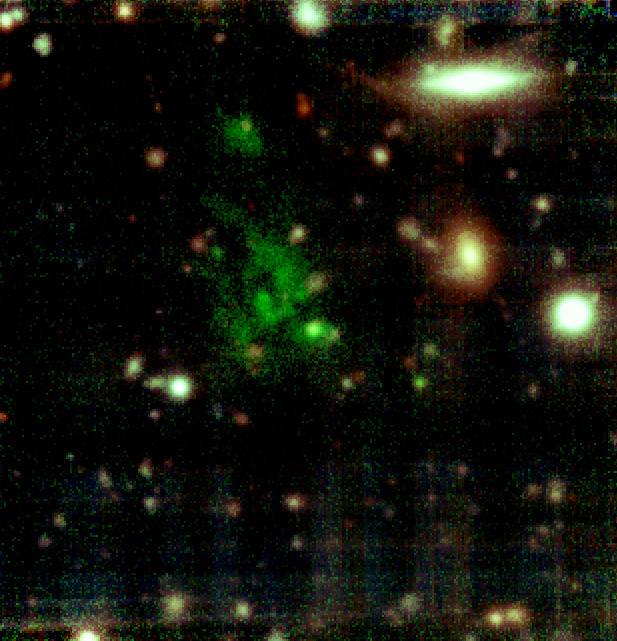
Лайман-альфа пузырь 1 при наблюдении на телескопе VLT Европейской южной обсерватории.